# Station Szczucin koło Tarnowa
Station Szczucin koło Tarnowa is een spoorwegstation in de Poolse plaats Szczucin.